# Greenidea nigricans
Greenidea nigricans är en insektsart. Greenidea nigricans ingår i släktet Greenidea och familjen långrörsbladlöss. Inga underarter finns listade i Catalogue of Life.